# 聚吡咯
聚吡咯（英語：Polypyrrole，缩写PPy）是由吡咯聚合而成的有机聚合物。聚吡咯与聚噻吩、聚苯胺和聚乙炔等都属于導電聚合物，2000年诺贝尔化学奖表彰了这方面的工作。
应用

聚吡咯

聚吡咯及其相关的导电聚合物主要有两方面的应用，包括电子器件以及化学传感器。

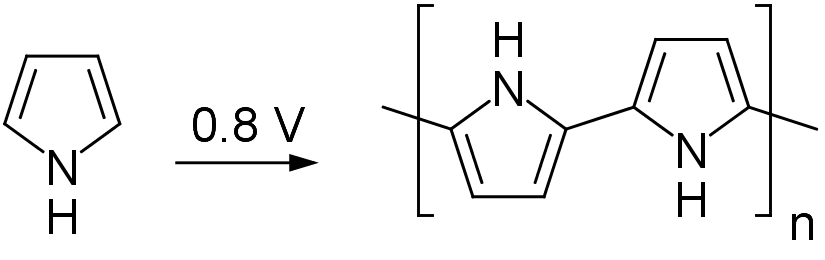
聚吡咯可通过电化学聚合法制备